# Yare (cacique)
Yare fue un cacique, chamán, consejero, jefe guerrero, quien luchó contra los ejércitos del Imperio Español. Fue consejero de guerra de Terepaima y participó en alianza contra el avance español en los Valles del Tuy, hoy Venezuela.

## Biografía
El cacique Yare era de la nación de Los Tomuzas, es una de la figura emblemática de la resistencia indígena en Venezuela; Yare es mostrado como un guerrero experimentado, consejero, piache y por ser padre del cacique Chilúa, abuelo del gran guerrero y cacique Yaracuy y bizabuelo de Yara, le dan un origen Caquetío de lengua Jirahara de la región de Morón. Sus inicios en la guerra data del enfrentamiento por el avance del conquistador Juan Rodríguez Suárez  y fue consejero del cacique Terepaima, contuvo heroicamente la colonización española en los  Valles del Tuy junto a Tamanaco, que dirigía lo que quedaba de la Confederación Indígena, Garci González da Silva y Pedro Alonso derrotan a Tamanaco, capturado, torturado y sometido a un duelo con un perro entrenado para la guerra, Tamanaco es asesinado en 1571, Yare dirige el ejército de guerreros y jura vengar la muerte de Tamanaco.

## Derrota de Garci González da Silva
González da Silva junto con Francisco Infante avanzan sobre territorio Quiriquire, Apacuana, cacica y líder espiritual, junto al Jefe Guerrero Yare, el cacique Acuareyapa y el cacique Chicuramay lo asedian, Garci González herido logra huir con Francisco Infante herido de muerte, Yare que había jurado vengar a Tamanaco enfrenta la embestida dando la muerte al perro entrenado utilizado para asesinar a Tamanaco, así mismo capturan al Capitán Mendoza (Quien propicio la muerte de Tamanaco) y es ejecutado, Da Silva huye y son salvados al cruzar el río Paracotos y entrar en tierras de Los Teques donde Los Quiriquires no entraban por ser enemigos.

## Derrota de Serpa
Apacuana aconseja a Yare reconstruir la Confederación Indígena en alianza con los Cumanagotos, Charagotos y los Meregotos en este último era conocido el cacique Yare, fue consejero de Terepaima, la presencia del cacique Yare en la provincia de Nueva Andalucía y Paria lleva al gobernador Serpa a enfrentarlo, siendo el gobernador derrotado. En 1575 cuando Yare preparaba una asamblea de caciques para conformar una alianza con los cumanacotos contra la invasión española, es asesinado con un arcabuz.